# Franz Kalchegger von Kalchberg
Franz Kalchegger von Kalchberg (seit 1861 Freiherr von) (* 8. Februar 1807 in Schloß Herbersdorf bei Wildon; † 12. Juli 1890 in Graz) war ein österreichischer Verwaltungsjurist und Politiker.

## Familie
Kalchegger von Kalchberg war der Sohn des Gutsbesitzers Franz Ritter von Kalchberg († 1824). Josef Kalchegger von Kalchberg war sein Bruder. Er war Neffe des Dichters Johann Ritter von Kalchberg und Vetter des Theresien-Ordenritters Wilhelm von Kalchberg. Er war katholischer Konfession und heiratete 1834 in erster Ehe die Bankierstochter Rosine Schmidt (* 17. November 1805; † 4. Oktober 1835). Aus dieser Ehe ging die Tochter Rosine (* 31. Mai 1835) hervor. 1839 heiratete er in zweiter Ehe Franziska Alexandrine Freiin von Schmidburg, die Tochter von Joseph Camillo von Schmidburg. Aus der zweiten Ehe gingen die Söhne Adolph Freiherr von Kalchberg (* 1840) und Victor Freiherr von Kalchberg (* 1849) sowie die Tochter Ida hervor.

## Leben
Er besuchte Schulen in Marburg und Graz und studierte von 1824 bis 1828 Rechtswissenschaft in Graz und Wien. Von 1821 bis 1826 arbeitete er als Privaterzieher im Hause des Prinzen von Hohenlohe in Graz und von 1826 bis 1828 als Privaterzieher im Hause des Fürsten von Colloredo in Wien. Von 1831 bis 1835 war er Konzeptspraktikant beim Hofkriegsrat in Wien (dem Generalkommando in Budapest zugeteilt).
Er war Rittergutsbesitzer in der Steiermark. Seit 1838 war er auch Besitzer der Herrschaft Neudegg und des Guts Pepensfeld (Krain). Von Januar 1849 bis 1852 war er Ministerialrat im österreichischen Handelsministerium in Wien (Leiter der Sektion für die Eisenbahnen, Post und Telegraphen), seit Oktober 1849 auch Präsident der Grundentlastungskommission für die Steiermark. In dieser Funktion war er für die Abwicklung der Grundentlastung verantwortlich und veröffentlichte erklärende Informationen. Zwischen 1852 und 1853 war er Sektionschef im österreichischen Handelsministerium sowie Generaldirektor des Kommunikationswesens in Wien, bevor er von 1853 bis 1856 krankheitshalber im zeitlichen Ruhestand auf Schloß Frauental lebte. Von 1856 bis 1861 war er erneut Sektionschef im österreichischen Finanzministerium und Generaldirektor des Grundkatasters (ab 1859 mit dem Titel Wirklicher Geheimer Rat). Gleichzig war er auch Präsident der Kommission zur Beratung eines neuen Steuergesetzes. Von 1861 bis 1864 wirkte er als Unterstaatssekretär im österreichischen Finanzministerium in Wien und lebte seit 1864 Ruhestand in Graz.

## Politik
Vom 18. Mai 1848 bis zum 13. Juni 1848 (sein Nachfolger wurde Joseph Potpeschnigg) vertrat er den Wahlkreis 1. Steiermark (Graz) in der Frankfurter Nationalversammlung. Im Parlament blieb er fraktionslos.
Bereits von 1828 bis 1849 war er Mitglied des ständischen Landtags der Steiermark gewesen. Dort war er seit 1838 Ausschussrat, von 1840 bis 1849 ständischer Verordneter und Mitglied der Grundeinlösungskommission für den Bau der Südbahn durch die Steiermark. 1865 wurde er Abgeordneter im Steiermärkischen Landtag.

## Auszeichnung
- Geheimrat (1859)
- Leopold-Orden (Ritter), 1847
- Leopold-Orden (Kommandeur), 1861
- Erhebung in den Freiherrenstand (1861)